# ジェームス・ウィリアム・ランバス
ジェームス・ウィリアム・ランバス（英: James William Lambuth、1830年 - 1892年4月28日）は、明治時代の日本で活動した宣教師・教育者。アメリカ合衆国アラバマ州出身。神戸婦人伝道学校（後のランバス記念伝道女学校。聖和大学（2009年4月に学校法人関西学院と合併）の前身）の創立者メアリー・イザベラ・ランバスは妻、宣教師・教育者で関西学院の創立者ウォルター・ラッセル・ランバスは長男。

## 経歴
1830年、アメリカ合衆国アラバマ州に生まれる。祖父と父は宣教師であった。ミシシッピ大学で医学と法学を学んだ後、南メソジスト教会の宣教師となり、1854年に妻のメアリー・イザベラ・ランバスとともに上海にわたり伝道を行った。1854年11月には長男のウォルター・ラッセル・ランバスが同地で誕生している。ランバスは上海を中心に中国各地で伝道を行った。
1886年、宣教師となったウォルターの説得を受け、息子夫妻とメアリーを伴い日本へ渡る。ランバス親子は神戸外国人居留地47番の自宅に読書館と呼ばれる学校（後のパルモア学院専門学校）を設立し、聖書と英語の講義を行った。同年、ランバスは居留地内に神戸美以教会（後の日本基督教団神戸栄光教会）を建設。さらに広島女学校（後の広島女学院大学）保母師範科（前述のランバス記念伝道女学校とともに聖和大学の前身）の設立にも関与した。神戸を拠点に、広島、岩国、下関、多度津、松山、宇和島、大分などに精力的に伝道、教会建設を行った。
1892年4月28日、神戸外国人居留地47番の自宅で死去。遺体は神戸市立外国人墓地に埋葬された。

## 著書
- 『旧約新約問答』